# (14795) Syoyou
(14795) Syoyou – planetoida z pasa głównego asteroid okrążająca Słońce w ciągu 5 lat i 128 dni w średniej odległości 3,06 j.a. Została odkryta 12 marca 1977 roku przez Hirokiego Kōsai i Kiichirō Furukawę. Przed nadaniem nazwy planetoida nosiła oznaczenie tymczasowe (14795) 1977 EE7.